# Првачина
Првачина (словен. Prvačina) — поселення в общині Нова Гориця, Регіон Горишка, Словенія. Висота над рівнем моря: 58,4 м. Розташоване в долині річки Віпава.